# 柯爾特新警察左輪手槍
柯爾特新警察左輪手槍（英語：Colt New Police）是一系列由美国康乃狄克州哈特福的槍械製造商柯特製造公司所研製和生產的雙動（也可用以單動射擊）六發式左輪手槍。該槍發射的.32新警察手枪口徑子彈，在尺寸上與.32 S&W長彈的平彈鼻版本相同，只是彈鼻的形狀有所不同。除.32新警察彈以外，該左輪手槍還提供.32柯爾特口徑型號。可兩款彈藥的直徑不同，.32柯爾特彈的直徑比新警察彈小約0.020英寸。儘管事實上可在新警察彈的膛室以內裝填並且發射.32柯爾特彈，但一般不建議這樣做。而.32柯爾特彈的膛室無法裝填.32新警察彈。其後.32新警察彈要比.32柯爾特彈更為大行其道。

## 歷史
柯爾特新警察左輪手槍是在1896年至1907年，由康乃狄克州哈特福的柯爾特生產公司所生產。該左輪手槍以上的瞄準具是在槍管前方固定的圓形片狀準星，以及後部帶有的開槽式照門。該左輪手槍配有21⁄2英吋、4英吋或6英吋的槍管，表面為烤藍或鍍鎳處理，並且配有硬橡膠握把。1896年，柯爾特新警察左輪手槍被時為纽约市警察局局長的西奥多·罗斯福（Theodore Roosevelt）選為紐約市警察警員的第一款制式手槍。
直到1905年，它才生產了其瞄準型版本，配備了6英寸槍管和可調節式瞄準具。
1907年，新警察左輪手槍被改進以後的柯爾特警察正閉鎖型從柯爾特的目錄當中所取代，後者具有內置式擊錘擋塊式保險和更為優良的閉鎖性能。

## 資料來源
1. ↑  Flayderman, Norm. . Iola, Wisconsin: F+W Media, Inc. 17 December 2007: 113–114. ISBN 0-89689-455-X.
2. ↑  Sapp, Rick. . Iola, Wisconsin: F+W Media, Inc. 2007: 103  [2019-09-23]. ISBN 0-89689-534-3. （原始内容存档于2014-07-08）.